# No Judgement
«No Judgment» es una canción del cantante irlandés Niall Horan, se lanzó a través de Capitol Records como el tercer sencillo de su próximo segundo álbum de estudio Heartbreak Weather el 7 de febrero de 2020. Horan coescribió la canción junto a Julian Brunetta, John Ryan, Alexander Izquiero y Tobias Jesso Jr.

## Antecedentes y composición
Horan anunció la canción, junto con el álbum Heartbreak Weather el 7 de febrero de 2020 y declaró en un comunicado de prensa que con el álbum quería «contar la historia que estaba en mi cabeza, con suerte guiar a la gente por el camino de la narración de historias» [...] «Quería escribir canciones de diferentes lados o de alguien más mirando».
«No Judgment» es un himno sensual que se comparó con su canción «Slow Hands». Tiene una melodía suave y optimista y una producción impactante con tonos de guitarra y un gancho pegadizo.

## Video musical
El vídeo musical de «No Judgment» se estrenó el mismo día de su lanzamiento, en el canal de YouTube del cantante. El video fue dirigido por Drew Kirsch. Cuenta con una estética similarmente vibrante y peculiar, desde allí, Horan con esmoquin vaga por una mansión habitada por una pareja de ancianos con muchas peculiaridades. Ya sea que estén comiendo camarones entre los dedos de los pies o pintando retratos sin camisa.

## Lista de ediciones
| Descarga digital |                |          |  |
| N.º              | Título         | Duración |  |
| 1.               | «No Judgement» | 2:56     |  |

| Descarga digital – Steve Void Remix |                                   |          |  |
| N.º                                 | Título                            | Duración |  |
| 1.                                  | «No Judgement» (Steve Void Remix) | 2:41     |  |

| Descarga digital – Acústico |                           |          |  |
| N.º                         | Título                    | Duración |  |
| 1.                          | «No Judgement» (acoustic) | 3:10     |  |

## Créditos y personal
Créditos adaptados de Tidal.
- Niall Horan – composición, voz, guitarra
- Julian Bunetta – composición, programador, teclados, guitarra, batería
- John Ryan – composición
- Alexander Izquierdo – composición
- Tobias Jesso Jr. – composición
- Will Quinnell – personal de estudio – asistente de ingeniería de masterización
- Aaron Sterling – persecución, batería
- Mark “Spike” Stent – ingeniera de mezcla
- Chris Gehringer – ingeniería de masterización
- Nate Mercereau – guitarra
- Jeff Gunnell – ingeniería
- Jesse Munsat – asistente de ingeniería de grabación
- Michael Freeman – asistente de ingeniería de mezcla
- Matt Wolach – asistente de ingeniería de mezcla

## Posicionamiento en listas
| Listas (2020)                          | Mejor posición |
| -------------------------------------- | -------------- |
| Australia Digital Tracks (ARIA)        | 37             |
| Bélgica (Ultratop) Flanders            | 15             |
| Bélgica (Ultratop) Wallonia            | 30             |
| Escocia (Official Charts Company)      | 39             |
| Estados Unidos (Billboard Hot 100)     | 97             |
| Estados Unidos (Adult Top 40)          | 34             |
| Estados Unidos (Mainstream Top 40)     | 40             |
| Estados Unidos (Rolling Stone Top 100) | 82             |
| Irlanda (IRMA)                         | 20             |
| Nueva Zelanda Hot Singles (RMNZ)       | 11             |
| Portugal (AFP)                         | 170            |
| Reino Unido (UK Singles Chart)         | 32             |

## Historial de lanzamiento
| País           | Fecha                 | Formato                      | Versión          | Discográfica    | Ref    |
| -------------- | --------------------- | ---------------------------- | ---------------- | --------------- | ------ |
| Varios         | 7 de febrero de 2020  | Descarga digital, Streaming  | Original         | Capitol Records | [ 1 ]  |
| Australia      | 7 de febrero de 2020  | Contemporary hit radio       | Original         | EMI             | [ 25 ] |
| Estados Unidos | 10 de febrero de 2020 | Hot/Modern/AC radio          | Original         | Capitol Records | [ 26 ] |
| Estados Unidos | 11 de febrero de 2020 | Contemporary hit radio       | Original         | Capitol Records | [ 27 ] |
| Italia         | 21 de febrero de 2020 | Contemporary hit radio       | Original         | Universal       | [ 28 ] |
| Varios         | 28 de febrero de 2020 | Descarga digital y streaming | Steve Void Remix | Capitol         | [ 9 ]  |
| Varios         | 6 de marzo de 2020    | Descarga digital y streaming | Acústico         | Capitol         | [ 10 ] |
| Italia         | 20 de marzo de 2020   | Contemporary hit radio       | Steve Void Remix | Universal       | [ 29 ] |